# Paul Nizon
Ne doit pas être confondu avec Paul Nizan.
Pour les articles homonymes, voir Nizon.
Œuvres principales
- Stolz (1975)
- L'année de l'amour (1981)

Paul Nizon, né le 19 décembre 1929 à Berne et originaire de Bonfol, est un écrivain suisse de langue allemande.

## Biographie
Son père était un chimiste et chercheur d'origine russe, inventeur d'un médicament contre le lupus. Après sa maturité, il décide de partir pour la Calabre et travaille sur un chantier. Cette expérience constitue un véritable voyage initiatique. Deux ans plus tard, il étudie l'histoire de l'art et celle de la littérature allemande à Berne et Munich pour réaliser ce qu'il appelle « un apprentissage du regard ». Toujours étudiant, il se marie à Munich en 1954. De 1956 à 1957 il s'isole dans le Spessart afin de se consacrer entièrement à sa thèse sur Vincent van Gogh.

### Débuts
Il commence à publier vers la fin des années 1950, il travaille alors en tant qu'assistant au musée d'Histoire à Berne. Il vit à Berne et Zurich comme assistant de musée et critique d'art au quotidien Neue Zürcher Zeitung jusqu’en 1959, date à laquelle paraît son premier livre Les Lieux mouvants. Plutôt bien accueillie, la parution des Lieux mouvants lui permet d’obtenir une bourse littéraire et de profiter en 1960 d’une année à Rome. En 1961, toujours étudiant, il part cette fois-ci pour Barcelone où il rencontre une prostituée qui change sa vie. À son retour en Suisse, il décide en effet de s’émanciper, de s’autolibérer et quitte sa femme et son travail de journaliste.
C’est au début des années soixante que Nizon se voit proposer son premier contrat d’édition par les éditions Suhrkamp. Celles-ci, après avoir écouté un extrait audio de Canto, livre inspiré du séjour à Rome et que Nizon fait alors enregistrer par un ami sur magnétophone, lui offrent un salaire mensuel. À sa parution en 1964, la critique est loin d’être emballée par ce roman avant-gardiste. Paul Nizon acceptera difficilement ces jugements : « On prétend être un écrivain qui compte, un artiste pour tout dire… Et cependant aux yeux du percepteur, du rédacteur, de l’employé, du fonctionnaire, on est qu’un pauvre petit poisson », écrira-t-il dans Les Premières Éditions des sentiments. 
À partir de 1969, Nizon ne se consacre plus qu’à l’écriture, il est alors occupé à son prochain ouvrage Dans la maison les histoires se défont, qui paraîtra en 1971. Après son second mariage, il voyage plus souvent. Il entreprend par exemple un voyage en 1975 avec son ami photographe Willy Spiller. Cette expérience partagée donne lieu à une véritable collaboration dans Adieu à l’Europe, livre illustré des photos de Willy Spiller, paru en 2003.

### Le Nizon de Paris
En 1977, alors qu’il s’est remis de l’accueil décourageant de Canto, il hérite de sa tante d’un petit appartement à Montmartre et s’installe définitivement à Paris et devient écrivain libre. Le français devient sa langue principale même si son écriture reste fidèle à l’allemand. Paul Nizon entame alors un nouveau cycle d’évolutions dans sa vie d’écrivain. Pour la  troisième fois en moins de trente ans, il se remarie à Paris, avec Marie-Odile Roquet. 
En 1988, Stolz reçoit le prix France Culture et lui vaut une reconnaissance internationale. Toutes les œuvres qui suivront se superposeront de plus en plus à sa vie. Il se lance d’ailleurs dans la parution de son premier « Journal d’atelier » en rassemblant des notes qui constituent son occupation quotidienne depuis 1960 et donnent naissance à L’envers du manteau.
En 1999 ses Œuvres choisies paraissent en sept volumes en Allemagne, où le succès de Nizon est déjà bien établi. En France, tous ses ouvrages sont traduits chez Actes Sud. Son fonds d'archives se trouve aux Archives littéraires suisses à Berne.

## Œuvre
Avant qu’on fasse de l’autofiction un genre, Paul Nizon s’est déclaré « autofictionnaire » en ce sens « qu’il utilise sa vie vécue pour faire des livres de fiction. « Je suis généralement mon personnage principal » a-t-il déclaré. En effet les œuvres de Paul Nizon abordent toujours d’un point de vue des plus subjectifs des thèmes qui lui tiennent à cœur et qui recoupent sa propre vie. Parmi eux on retrouve l’extrême solitude pour laquelle il n’y a d’issue que dans l’amour physique de la femme, le regard avide de découvertes et de mieux être que l’étranger jette sur une ville inconnue, la recherche infinie du sens de la vie et celui de l’écriture… 
Dans ses Journaux d’atelier tels Les premières éditions des Sentiments, L’envers du manteau ou encore Le Journal de l’amour, l’écrivain dépeint ce qui a marqué ses écrits et sa vie. Dans Le Matricule des anges no 82 (d’avril 2007) on parle « d’épisodes sévèrement dépressifs, d’intoxications amoureuses (avec leurs inévitables cul-de-sac, leurs trahisons et leurs ruptures), d’immenses périodes de solitude… » L’écrivain occupe une place non négligeable dans ses Journaux mais également dans ses romans. Ainsi dans Stolz, roman écrit à la troisième personne du singulier, qui se distance donc du genre autofictionnaire, le héros se retrouve, tout comme Nizon le fut lui-même, étudiant, avec la charge de nourrir sa famille et s’isole à son tour pour écrire une thèse sur Vincent Van Gogh. Nizon traite des thèmes tristes, selon lui « ça n’est pas le sentiment de solitude qui l’a poussé à écrire mais le fait d’avoir perdu très tôt confiance en le monde ». Là encore, on peut se demander si le fait d’avoir perdu son père, alors qu’il n’avait que douze ans, n’a pas joué un rôle dans le pessimisme de Nizon.
Ce subjectivisme total avec lequel il dresse des portraits ressemble en réalité à une recherche, presque méthodique de soi-même. Dans La Quinzaine littéraire no 915 du mois de janvier 2006, Georges-Arthur Goldschmidt analyse l’étroite frontière qui sépare Nizon de l’autobiographie : « Sous une apparence autobiographique puisqu’en apparence il ne parle que de lui, il n’en parle que par transparence, pour montrer ce qu’il voit et pour atteindre ce point de soi où l’on devient anonyme. L’essentiel est de dépeindre le monde autour de lui ».

## Récompenses
- 1972 : Prix Conrad-Ferdinand-Meyer
- 1976 : Prix de littérature de la ville de Brême pour son roman Stolz
- 1982 : Prix Schiller, le plus ancien des prix suisse et prix de la critique allemande
- 1988 : Chevalier des Arts et des Lettres par l'ordre des Arts et des Lettres
- 1988 : Prix France Culture pour la Littérature étrangère
- 1989 : Torcello-Preis der Peter Suhrkamp-Stiftung
- 1990 : Prix Marie-Luise-Kaschnitz
- 1992 : Kunstpreis de littérature de la ville de Zürich
- 1993 : Amt des Stadtschreibers von Bergen
- 1994 : Grand prix de littérature du canton de Berne
- 1996 : Prix Erich-Fried
- 2003 : Prix du livre du canton de Berne
- 2004 : Prix André-Gide pour Les Premières éditions des Sentiments accordé également à Diane Meur pour sa traduction française
- 2007 : Prix Kranichsteiner Literatur des Deutschen Literaturfonds
- 2014 : Grand Prix Literatur (Schweiz, Bundesamt für Kultur) zusammen mit Philippe Jacottet

## Ouvrages sur l'auteur
- Alfred Estermann (dir.), Paul Nizon, Frankfurt am Main, 1984  (ISBN 3-88131-035-5)
- Martin Kilchmann (dir.), Paul Nizon, Suhrkamp, Frankfurt am Main, 1985  (ISBN 3-518-38558-5)
- Heinz L. Arnold (dir.), Paul Nizon, München 1991  (ISBN 3-88377-382-4)
- Philippe Derivière, Paul Nizon – Das Leben am Werk. Ein Essay. Suhrkamp, 2003  (ISBN 3-518-12258-4)
- Doris Krockauer, Paul Nizon. Auf der Jagd nach dem eigenen Ich, Fink, München 2003  (ISBN 3-7705-3896-X)
- Stefan Gmünder (dir.), La République Nizon, (en collaboration avec Philippe Derivière), Éditions Selene, Wien, 2005
- « Der Dichter als Sprachbegeisterter » Hommage à Paul Nizon (Colloque de Sorbonne, 19 et 20 novembre 2009), Études Germaniques, Janvier-Mars 2010, Didier Erudition (Contributions de Philippe Derivière, Lukas Etter, Philippe Forget, Georges-Arthur Goldschmidt, Anne-Sophie Gomez, Doris Krockauer, Paul Nizon, Dolf Oehler, Nicole Pelletier, Wilfred Schiltknecht, Jean-Marie Valentin).